# Episodi di Swamp Thing
La prima ed unica stagione della serie televisiva Swamp Thing, composta da 10 episodi, è stata pubblicata sul servizio di streaming on demand DC Universe dal 31 maggio al 2 agosto 2019.
In Italia, è stata pubblicata sul servizio streaming di streaming on demand Prime Video il 2 dicembre 2019.
| nº | Titolo originale             | Titolo italiano            | Pubblicazione USA | Pubblicazione Italia |
| -- | ---------------------------- | -------------------------- | ----------------- | -------------------- |
| 1  | Pilot                        | Epidemia                   | 31 maggio 2019    | 2 dicembre 2019      |
| 2  | Worlds Apart                 | Esperimenti pericolosi     | 7 giugno 2019     | 2 dicembre 2019      |
| 3  | He Speaks                    | Corsa contro il tempo      | 14 giugno 2019    | 2 dicembre 2019      |
| 4  | Darkness on the Edge of Town | Contagio                   | 21 giugno 2019    | 2 dicembre 2019      |
| 5  | Drive All Night              | Ritorno al passato         | 28 giugno 2019    | 2 dicembre 2019      |
| 6  | The Price You Pay            | Effetti collaterali        | 5 luglio 2019     | 2 dicembre 2019      |
| 7  | Brilliant Disguise           | Il conclave                | 12 luglio 2019    | 2 dicembre 2019      |
| 8  | Long Walk Home               | La lunga strada verso casa | 19 luglio 2019    | 2 dicembre 2019      |
| 9  | The Anatomy Lesson           | Lezioni di anatomia        | 26 luglio 2019    | 2 dicembre 2019      |
| 10 | Loose Ends                   | La resa dei conti          | 2 agosto 2019     | 2 dicembre 2019      |

## Epidemia
- Titolo originale: Pilot
- Diretto da: Len Wiseman
- Scritto da: Gary Dauberman e Mark Verheiden
- Durata: 59 minuti

### Trama
Nella Palude di Bayou, tre uomini ingaggiati per far cadere casse sconosciute nella palude vengono attaccati dalle piante stesse, uccidendone due. 48 ore dopo, Susie, la figlia di Coyle, sopravvissuto all'attacco, si ammala mortalmente per una misteriosa malattia che inizia a diffondersi a Marais, in Louisiana. La dottoressa Abby Arcane del CDC, ex residente in città, viene inviata per aiutare a curare il virus con il suo secondo in comando, Harlan. Dopo essersi incontrati con l'amico d'infanzia e ora poliziotto Matthew Cable, s'imbattono in Alec Holland, uno scienziato disonorato assunto da Avery Sunderland per la ricerca, che crede che la ricerca di Sunderland sia legata al virus e sta indagando su un misterioso acceleratore di mutageni trovato in acqua. Dopo aver trovato il corpo di Coyle, Abby e Alec iniziano a lavorare insieme. Il corpo di Coyle si rianima con viticci simili a piante che attaccano i due e sua figlia. Dopo che Alec "uccide" Coyle con il fuoco, i due s'incontrano con l'amica reporter di Abby, Liz Tremayne. Sono interrotti dalla moglie di Sunderland, che con rabbia dice ad Abby di andarsene dopo aver aiutato con il virus. Abby e Alec trovano le casse dalla palude, che stanno rilasciando gli acceleratori mutageni nella palude. In attesa di risultati sull'acceleratore, Alec ed Abby legano, rivelando frammenti del loro passato. Alec rivela di aver manipolato i risultati dei test in un esperimento per dimostrare le sue teorie ed Abby rivela di essere stata responsabile della morte della figlia dei Sunderland, Shawna. Dopo aver ottenuto i risultati, Alec parte da solo per trovare il resto delle casse. Nella palude, Alec viene colpito da un ignoto assalitore e la sua barca viene fatta saltare in aria con la dinamite. Alec muore per le ferite e la palude inizia ad avvolgerlo con le viti. Abby si precipita sulla scena solo per essere spaventata da un'alta creatura muscosa con gli occhi rossi che emerge dalla palude.

## Esperimenti pericolosi
- Titolo originale: Worlds Apart
- Diretto da: Len Wiseman
- Scritto da: Mark Verheiden e Doris Egan
- Durata: 52 minuti

### Trama
La polizia indaga sulla morte di Alec, ma ignora le affermazioni di Abby sulle strane circostanze. Susie ha uno strano sogno in cui vede la creatura graffiare il proprio corpo, e in seguito afferma quanto sia spaventato. Maria Sunderland incontra Madame Xanadu, che le sconsiglia di seguire lo spirito della figlia. Xanadu avverte un disturbo tra luce ed oscurità e supplica Maria di far riposare i suoi rimpianti. Jason Woodrue e sua moglie arrivano a Marais e si confrontano con Avery sull'acceleratore mutageno che hanno creato, che avrebbe dovuto far crescere gli alberi più velocemente ed attingere l'acqua della palude, con conseguente sviluppo della terra e più risorse dagli alberi. Woodrue afferma che il suo acceleratore non potrebbe causare una malattia, ma Avery chiede a Woodrue di indagare sulla malattia. Susie fugge dall'ospedale nella palude. L'ufficiale sulla barca scopre due uomini che estraggono una delle casse mutagene e uno di loro, Munson, uccide l'ufficiale. Susie fugge mentre Munson cerca di scaricare il corpo nella palude, ma la vede ed inizia ad inseguirla. Abby e Matt trovano la motovedetta, e Matt va a cercare un'altra barca vicina mentre Abby resta per trovare Susie. Prima che Munson possa attaccare Susie, arriva la creatura per difenderla. Guarendo da ferite profonde, evoca le radici della palude per fare a pezzi Munson. Abby trova Susie e la creatura insieme, ma prende Susie e se ne va. Susie racconta ad Abby di come "lui" non capisca cosa sta succedendo al suo corpo e che il suo nome sia Alec. Viene mostrato che Maria sta riposando sul letto di Shawna, con il fantasma di sua figlia accanto a lei.

## Corsa contro il tempo
- Titolo originale: He Speaks
- Diretto da: Deren Sarafian
- Scritto da: Rob Fresco
- Durata: 49 minuti

### Trama
Dopo che la creatura si allontana dal corpo di Munson, questo viene resuscitato da migliaia di insetti che uccidono diversi maiali selvatici e un cacciatore. Abby confida la rivelazione che la creatura potrebbe essere Alec a Liz. Il funzionario del CDC Eli Troost viene inviato per supervisionare la situazione che sta diventando fuori controllo. Dopo che Harlan ha contratto la malattia, Abby decide di entrare nel laboratorio di Alec e scoprire a cosa stava lavorando. Liz si confronta con l'agente di prestito Gordon riguardo ai pagamenti segreti che presumibilmente stava facendo ad Avery, ma si rifiuta di parlare. Gordon in seguito chiede ad Avery di restituire tutti i pagamenti segreti altrimenti Gordon parlerà, rivelando che Avery è in realtà in debito. Lucilia Cable intervista Avery sulla morte di Alec e rivela che avevano una relazione mentre Maria soffriva della morte di sua figlia. Il fantasma di Shawna si confronta con Maria sull'infedeltà di Avery. Abby viene messa all'angolo da Munson nel laboratorio di Alec, ma viene salvata dalla creatura che lo combatte prima di ordinare agli insetti di liberarlo. Abby rivela di sapere che è Alec e dice che ha bisogno del suo aiuto. Alec rivela che la malattia non sta attaccando, ma sta combattendo per proteggersi. Abby si rende conto che gli antibiotici che stavano usando rendono solo la malattia più forte e usa immunosoppressori per rilassarla, salvando temporaneamente Harlan, Susie e gli altri infetti. Avery tenta di ottenere più fondi dall'eredità della famiglia di Maria, ma lei lo rifiuta dopo aver considerato le parole di Shawna. Daniel Cassidy esprime il suo desiderio di lasciare Marais e fa leggere a Xanadu le sue carte. Le sue solite carte escono, ma sono invertite, il che significa che il cambiamento sta arrivando. Abby balla con Matt mentre Alec guarda. La ragazza di Liz scopre una parte della barca di Alec con fori di proiettile. Quando Gordon rifiuta di collaborare con Avery e minaccia di esporlo al Conclave, Avery lo uccide.

## Contagio
- Titolo originale: Darkness on the Edge of Town
- Diretto da: Carol Banker
- Scritto da: Erin Maher e Kay Reindl
- Durata: 45 minuti

### Trama
Un giovane, Todd, e suo padre scoprono un cadavere in un albero, che graffia Todd. Todd in seguito va a lavorare al posto del padre di Liz, Delroy, ma inizia ad avere un'allucinazione di un serpente sulla mano e nel panico inizia a tagliarsi la mano con un coltello, prima di metterla in un tritarifiuti. Le lesioni che ne derivano uccidono Todd, ma non prima che graffi Delroy. Abby incontra Alec e ottiene un campione del suo tessuto per studiarlo. La avverte del pericolo nella palude. Il Dr. Woodrue vede lo studio di Abby sul campione di Alec ed è sorpreso dalle caratteristiche combinate delle cellule animali e vegetali; accetta di lavorare con lei sul campione. Delroy inizia a vedere un uomo mascherato e inizia a impazzire, ma è contenuto da Lucilia, Liz e Abby. Gratta Lucilia. Maria tenta di avvicinarsi alla guarita Susie, mentre Avery tiene una celebrazione per segnare la fine dell' "influenza delle piante". Delroy rivela che l'uomo che vide era responsabile dell'uccisione di sua madre quando era giovane. Abby va ad indagare nella zona in cui Todd è stato infettato e scopre il cadavere e una chiave d'albergo. Alec le dice che è stata liberata un'oscurità . Xanadu sente una tempesta avvicinarsi alla città. Liz cerca l'albergo della chiave e viene a sapere di un incidente simile in passato in cui l'ultima vittima è semplicemente sparita nella palude; Abby teorizza di sapere che era infetto e che si è ucciso. Lucilia inizia ad avere una visione di Matt che muore e tenta di sparare al suo aggressore; disarmata da Daniel, graffia Abby, che va di corsa nella palude. Abby inizia ad avere una visione di un uomo alto e senza volto che cerca di prenderla; Alec arriva e le rimuove l'infezione prima di restituirla al cadavere, il quale viene poi seppellito. Alec rivela che l'uomo si è davvero ucciso per proteggere i suoi cari e che l'ha imparato dalle piante. Afferma inoltre che la palude è stata inquinata e che l'equilibrio è stato spostato, affermando che questo è solo l'inizio. Avery e Maria decidono di prendersi cura di Susie invece di suo zio, ma le intenzioni di Avery sono più sinistre.

## Ritorno al passato
- Titolo originale: Drive All Night
- Diretto da: Greg Beeman
- Scritto da: Franklin Rho
- Durata: 53 minuti

### Trama
Swamp Thing incontra un misterioso essere noto come Phantom Stranger, che gli dice che i fantasmi che aveva visto prima erano in effetti testimoniati dagli alberi in passato. Susie è posseduta dal fantasma di Shawna e attira Maria nella palude. Abby segue Maria nella palude e va in acqua per cercare di salvarla, ma Maria si gira e cerca di affogare Abby, che riesce a nuotare via. Il fantasma di Shawna cerca quindi di affogare Maria, ma appare Alec e la salva. Con l'aiuto di Alec, Abby scopre che Shawna è stata uccisa da una forza malvagia che l'ha trascinata sott'acqua. Avery minaccia Liz a causa della sua indagine sulla morte di Alec; dice ad Avery che non ha paura di lui. Daniel cerca di lasciare Marais, ma al confine il suo braccio prende fuoco a causa di fiamme blu. Jason indaga nel laboratorio di Alec e trova impronte gigantesche che lo portano ad un frammento di vegetazione; dopo averlo analizzato, conclude che è lo stesso materiale genetico del campione di Abby. Jason poi dice ad Avery che una grande creatura vive nella palude e che ha bisogno che sia viva per studiarla. Avery gli dà il nome di qualcuno che può dare la caccia e catturare la creatura.

## Effetti collaterali
- Titolo originale: The Price You Pay
- Diretto da: Toa Frase
- Scritto da: Tania Lotia
- Durata: 42 minuti

### Trama
I cacciatori di Avery cercano di catturare Alec, ma si difende da loro. Lucilia manda Matt ad indagare e Matt è in grado di rintracciare la creatura. Abby interrompe un breve combattimento tra i due e rivela a Matt che la creatura davanti a lui è in realtà Alec Holland. Matt confessa a Lucilia di aver ucciso Alec perché Avery la proteggesse. Liz dice ad Abby che i sicari che hanno attaccato lei e Daniel sono stati inviati da Avery. Abby si confronta con Avery per le accuse di Liz ed Avery dice ad Abby che questa volta la perdona, ma che la prossima volta non perdonerà tanto. Un Daniel in coma ricorda l'accordo fatto con Phantom Stranger che ha portato al suo intrappolamento a Marais. Jason riesce a risvegliare Daniel, ma i suoi esperimenti su Cassidy trasformano quasi l'attore fallito in Blue Devil. La moglie di Jason, Caroline, seda Daniel; Xanadu lo visita in ospedale e allevia il suo dolore. La creatura fa nascere dalla sua mano un fiore allucinogeno che va vedere temporaneamente ad Abby Alec.

## Il conclave
- Titolo originale: Brilliant Disguise
- Diretto da: Alexis Ostrander
- Scritto da: Andrew Preston e Rob Fresco
- Durata: 45 minuti

### Trama
Abby e Alec vanno nella parte inquinata della palude. Mentre sta raccogliendo un campione di legno morto, l'oscurità la attacca e la infetta con un batterio. Alec riporta Abby nel suo laboratorio, dove viene salvata dal verde che sconfigge il marciume in lei. Lucilia dice ad Avery che Alec è ancora vivo e gli chiede di venire con lei per abbattere Alec prima che lui venga per loro. Mentre cerca Alec nella palude, Avery tradisce Lucilia e ruba il suo fucile. Proprio mentre Avery sta per sparare a Lucilia, Matt lo sorprende e lo mette fuori combattimento. Quando Avery si sveglia, dice a Matt che è suo padre e Matt si arrabbia con Lucilia per non averglielo detto. Mentre è distratto, Avery lo trafigge. Lucilia quindi spara ad Avery ad una gamba, facendolo cadere in acqua. Spara più volte in acqua. Alec dice ad Abby che la sua trasformazione da umano a creatura che è diventato ha uno scopo più elevato. Dice anche ad Abby di andare avanti con la sua vita e di non tornare più. Abby va al CDC di Atlanta per cercare di trovare una cura per lui prima che sia troppo tardi. Sebbene ferito da proiettili, Avery emerge dall'acqua e raggiunge la riva.

## La lunga strada verso casa
- Titolo originale: Long Walk Home
- Diretto da: E.L. Katz
- Scritto da: Doris Egan
- Durata: 46 minuti

### Trama
Un Avery ferito vaga attraverso la palude della foresta. Perde sangue e inizia ad avere allucinazioni. Alec lo trova, lo porta in laboratorio e lo aiuta a riprendersi. Al CDC di Atlanta, ad Abby viene negato l'accesso ai risultati del campione che ha portato; successivamente viene affrontata dal Conclave. Harlan viene rapito dopo aver lasciato l'appartamento di Abby. Avery ritorna il giorno successivo con Jason per "aiutare" Alec, ma porta anche con sé i mercenari del Conclave. Alec dice loro di andarsene, ma Jason, Avery e i mercenari riescono a catturarlo vivo. Sentendo che Alec è in pericolo, Abby ritorna a Marais, ma arriva alla palude troppo tardi.

## Lezioni di anatomia
- Titolo originale: The Anatomy Lesson
- Diretto da: Micheal Goi
- Scritto da: Mark Verheiden, Noah Griffith e Daniel Stewart
- Durata: 45 minuti

### Trama
Alec viene portato in una struttura segreta del Conclave, dove Jason conduce delle ricerche su di lui. Come vendetta per il suo complotto per ucciderlo, Avery mette sua moglie Maria in un istituto mentale. Matt si schianta con la macchina a causa del bere mentre guida. Jason rimuove i polmoni e il cuore di Alec ma nonostante tutto è ancora cosciente e scopre che è ancora vivo senza di loro. Dopo ulteriori esami, Woodrue deduce e gli rivela che non è Alec Holland; è una pianta umanoide che ha assorbito i ricordi di Holland dopo l'esplosione. Abby e Liz rintracciano la struttura. Daniel si sveglia e Phantom Stranger gli mostra una visione di Liz ed Abby trovate ed uccise dalla sicurezza del Conclave. Decide di assumere il ruolo di Blue Devil; indossando la maschera si trasforma. Abby e Liz sono in grado di liberare Alec mentre Blue Devil elimina le guardie, ma Jason riesce a scappare. Ritorna a casa, solo per scoprire che Caroline ha preso tutte le sue medicine in una sola volta ed ha assunto una dose eccessiva. La creatura ritorna nella palude, dove va sott'acqua e ritorna con uno scheletro. Una sconvolta ed inorridita Abby osserva la conferma che quello è il corpo di Alec Holland.

## La resa dei conti
- Titolo originale: Loose Ends
- Diretto da: Deren Sarafian
- Scritto da: Erin Maher, Kay Reindl e Rob Fresco
- Durata: 53 minuti

### Trama
Nonostante il recupero del corpo di Alec Holland, Abby cerca di far capire alla creatura che lo spirito di Holland risiede dentro di lui. Nathan e i suoi uomini la attaccano, ma la creatura li uccide, risparmiando solo Nathan. La creatura ha un'ultima conversazione con Alec Holland. Woodrue esegue un esperimento su se stesso per salvare sua moglie. La signora Xanadu visita Maria nell'istituto mentale e le dà la chiusura, ma a costo della sua sanità mentale. Avery cerca di riconciliarsi con la sua ex amante Lucilia, ma quando lei lo rifiuta, lui la pugnala e scarica la sua auto nella palude con Lucilia nel bagagliaio. Dopo aver parlato con Liz, Cassidy è finalmente in grado di lasciare Marais. Sia la creatura che Abby prendono decisioni che cambiano le loro vite: rimanere a Marais e cercare di combattere insieme l'oscurità sconvolgente. Matt torna alla stazione per scoprire che i poliziotti che hanno portato Woodrue sono morti. Woodrue, che è stato completamente trasformato dal suo esperimento, attacca Matt.